# Dill City
Dill City – miasto w Stanach Zjednoczonych, w stanie Oklahoma, w hrabstwie Washita.